# 章鴻勳
章鴻勳（？—1854年6月29日），和名佐久真親方正孟，又作佐久間親方正孟，琉球國第二尚氏王朝政治家、三司官。
章鴻勳出生在章氏佐久真殿內家族中，其祖先是章邦彥（宜野灣親方正成）。道光十八年（1838年），他以耳目官的身份，與正議大夫林奕海（長嶺通事親雲上）等人前往清朝朝貢。道光二十年（1840年），為稟報進貢使團回國之事，尚育王派他出使薩摩藩。道光二十六年（1846年），他以年頭慶賀使的身份出使薩摩藩，翌年回國。
咸豐二年四月三日（1852年5月21日），他就任三司官。咸豐四年甲寅六月五日（1854年6月29日）卒。
章鴻勳是尚泰王的王妃賢室的生父。